# Morti nel 1316
| Questa pagina contiene informazioni ricavate automaticamente dalle voci biografiche con l'ausilio del template Bio e di un bot. L'aggiornamento è periodico e automatico e ricostruisce completamente la pagina. Se manca una persona in questa lista, sei pregato di non aggiungerla, ma accertati piuttosto che la sua voce biografica contenga il template Bio e che i dati anagrafici siano correttamente compilati. Se il template Bio manca, inseriscilo tu stesso o, in alternativa, metti l'avviso {{tmp\|Bio}} che ne segnala la mancanza. Se i dati riportati sono sbagliati, correggi direttamente la voce biografica; le modifiche saranno visibili in questa lista entro pochi giorni. Per chiarimenti vedi il progetto biografie. La lista contiene solo le 28 persone che sono citate nell'enciclopedia e per le quali è stato implementato correttamente il template Bio. Pagina aggiornata al 10 ago 2025. |

- 3 gennaio - 'Ala' al-Din II di Delhi, sultano (n. 1266)
- 30 gennaio - Goffredo I di Tubinga, nobile tedesco
- 18 febbraio - Nicola II di Werle, principe
- 1º marzo - Niccolò di Butrinto, vescovo e diplomatico lussemburghese
- 2 marzo - Marjorie Bruce, principessa scozzese (n. 1296)
- 12 marzo - Stefano Dragutin di Serbia, sovrano serbo (n. 1252)
- 5 maggio - Elisabetta d'Inghilterra, contessa (n. 1282)
- 5 giugno - Luigi X di Francia, re (n. 1289)
- 22 giugno - Lamberto I da Polenta, condottiero italiano
- 29 giugno - Raimondo Lullo, filosofo, scrittore e teologo spagnolo (n. 1232)
- 2 agosto - Luigi di Borgogna, re (n. 1297)
- 14 agosto - Papiniano della Rovere, vescovo cattolico italiano
- 30 agosto - Giovanni Pipino da Barletta, notaio e condottiero italiano
- 10 settembre - John FitzGerald, I conte di Kildare, nobile irlandese (n. 1250)
- 20 novembre - Giovanni I di Francia, re francese (n. 1316)
- 26 novembre - Robert Wishart, vescovo cattolico scozzese
- 16 dicembre - Oljeitu, mongolo (n. 1280)
- 22 dicembre - Egidio Romano, arcivescovo cattolico, teologo e filosofo italiano
- Atanasio III di Alessandria, arcivescovo ortodosso egiziano
- Michele Cantacuzeno
- Giovanni di Charolais, nobile (n. 1283)
- Ferdinando d'Aragona, nobile (n. 1278)
- Andrea da Isernia, giurista italiano
- Laura di Chabanais, francese
- Pietro d'Abano, filosofo, medico e astrologo italiano (n. 1250)
- Vytenis, nobile lituano (n. 1260)
- Rodolfo I da Varano, politico italiano
- William de Ros, II barone de Ros, nobile inglese